# Babarét
Babarét (1899-ig Babaluska, szlovákul: Babinec) község Szlovákiában, a Besztercebányai kerületben, a Rimaszombati járásban.

## Fekvése
Rimaszombattól 17 km-re, északra fekszik.

## Története
1407-ben „Babalwaska" néven említik először, de már a 13. században is létezett. 1413-ban „Babaluchka", 1427-ben „Babafalva" alakban tűnik fel a forrásokban. Birtokosai a Derencsényi és a Széchy családok voltak. 1427-ben még 13 portája létezett, ez a török támadások után, 1598-ra ötre csökkent. A 17. századtól Murány várának uradalmához tartozott. A birtokos Koháryak a nagy szegénység miatt elengedték a falu tizedtartozását és a robotot. 1828-ban 35 házában 270 lakos élt, akik főként földműveléssel és favágással foglalkoztak. A 20. század elején elterjedt a fonás, a lószerszámkészítés és az épületfagyártás is.
Vályi András szerint: „BABALUSKA. Babintz. Tót falu Gömör Vármegyében, birtokosai több Uraságok, lakosai katolikusok, fekszik Liptó Vármegye szélénél. Határbéli földgye, ha trágyáztatik közép termékenységű, legelője elég, ’s mind a’ két féle fája van, piatzozása a’ szomszédságban, egyéb eránt tserép, és fa edények készítéséböl is pénz keresnek, második Osztálybéli."
Fényes Elek szerint: „Babaluska, Babinecz, tót falu, Gömör és Kis-Honth egyesült vgyében, Ratkóhoz 4 órányira: 6 kath., 264 evang. lak. Határja kicsiny, s gyakori javitást kiván; erdejéből szekrényeket s más faeszközöket készit; lakosai közt van egynehány timár is. F. u. h. Coburg. Ut. p. Rimaszombat."
Gömör-Kishont vármegye monográfiája szerint: „Babaluska, a Balogvölgy fölötti fensíkon fekvő tót kisközség, 41 házzal. Ág. ev. h. vallású lakosainak száma 186. E község 1413-ban Babaluchka alakban a Derencsényiek birtokaként szerepel. 1427-ben már Babafalva néven említik. A Derencsényiek kezéről a Széchyek birtokába került és Széchy Mária, a murányi Vénus, Gyöngyössy Istvánnak ajándékozta, kinek utódaitól azután a Koháryak birtokába került. A XVIII. században már Babincz, vagy Babinecz tót néven is emlegetik. Evangelikus temploma 1833-ban épült. A községet a törökök a XVI. század közepén elpusztították. Ide tartozik Szedlistye puszta is. A falu postája Rimabrézó, távírója és vasúti állomása Rimabánya."
A trianoni békeszerződésig Gömör-Kishont vármegye Rimaszombati járásához tartozott.
A szlovák nemzeti felkelés idején a Kozlov majorban partizáncsoport működött, melyet a falu lakói is támogattak. Ma lakóinak többsége a mezőgazdaságban dolgozik, ezenkívül főként állattartással, gyümölcstermesztéssel foglalkoznak. Földműves szövetkezetét 1953-ban alapították.

## Népessége
| Év:            | 1994. | 2004.    | 2014.   | 2024.   |
| -------------- | ----- | -------- | ------- | ------- |
| Emberek száma: | 104   | 74       | 71      | 66      |
| Eltérés:       |       | -28,84 % | -4,05 % | -7,04 % |

| Év:            | 2023. | 2024.   |
| -------------- | ----- | ------- |
| Emberek száma: | 64    | 66      |
| Eltérés:       |       | +3,12 % |

1910-ben 195, túlnyomórészt szlovák lakosa volt.
2001-ben 82 szlovák lakosa volt.
2011-ben 69 lakosából 67 szlovák.

## Nevezetességei
- Evangélikus temploma a 18. században épült klasszicista stílusban.
- Klasszicista harangláb a 18. század végéről.